# Herman Reichold

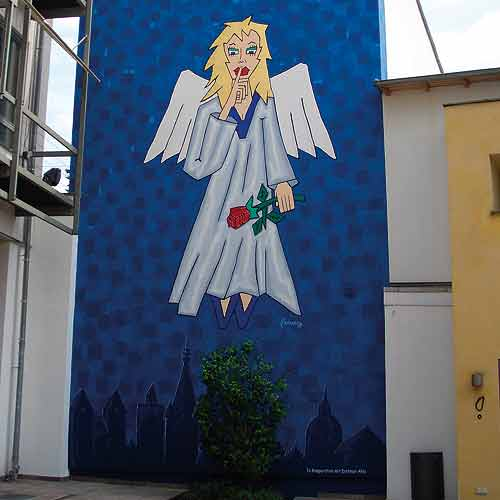
Friedensengel, 2005

Herman Reichold (* 1959 in Paderborn) ist ein deutscher Pop-Art-Maler. Zu seinen bekanntesten Kunstwerken gehört der Friedensengel Paderborn und die Kusshaltestelle auf der Paderborner Kirmes Libori.

## Leben
Reichold absolvierte eine Ausbildung als Siebdrucker. Er zeichnete zunächst sich als Cartoonist für verschiedene Verlage in Deutschland. Auf Postkarten, Ringbüchern und anderen Artikeln zierten Hermans Charaktere u. a. Produkte für den Kunstverlag Deutsch oder den Brunnen Verlag. Besonders bekannt ist sein „flying heart“, ein rotes Herz, das einige Jahre als Comicstrip in der Jugendzeitschrift Bravo erschien. 
Seit 1991 lebt er als freischaffender Künstler in Paderborn. 

## Ausstellungen
- 1995: Neues Kunstforum, Dresdner Bank AG, Bielefeld
- 1996: Adam und Eva, Kunstverein Paderborn, Paderborn
- 2000: Herman in Günzburg, Heimatmuseum Günzburg
- 2002: Museo de Arte Modern, Lanzarote, Spanien
- 2006: Museum Altomünster, Dachau
- 2010: Städtische Galerie „Alter Löwen“, Pfullendorf
- 2013: Levi-Strauss-Museum, Buttenheim[2]

## Preise und Auszeichnungen
- 2001: 1. Platz, Kunstverein Günzburg